# Dichaetomyia ferrari
Dichaetomyia ferrari este o specie de muște din genul Dichaetomyia, familia Muscidae, descrisă de Adrian C. Pont în anul 1974. Conform Catalogue of Life specia Dichaetomyia ferrari nu are subspecii cunoscute.